# Виктор Насър
Виктор Гасан Насър е български икономист и политик от „Продължаваме промяната“. Народен представител в XLVII народно събрание.

## Биография
Виктор Насър е роден на 26 септември 1986 г. в град София, Народна република България. Негов баща е журналистът Гасан Насър. Завършил е специалност „Бизнес администрация и икономика“ в Американския университет в България.
На парламентарните избори през ноември 2021 г. като кандидат за народен представител е 8-ми в листата на „Продължаваме промяната“ за 23 МИР София, откъдето е избран.